# Збігнєв Брудка
Збігнєв Марцін Брудка (пол. Zbigniew Marcin Bródka) — польський ковзаняр, олімпійський чемпіон.
На чемпіонаті світу на окремих дистанціях 2013 року в Сочі став бронзовим призером у командній гонці (разом з Конрадом Недзведзьким і Яном Шиманським).
На Олімпіаді в Сочі став олімпійським чемпіоном на дистанції 1500 км, випередивши нідерландця Куна Вервея на 3 тисячних секунди.